# El fuego del erizo
El fuego del erizo es un mito del pueblo bantú nororiental para definir el origen del fuego y su utilidad social para la alimentación de los seres humanos y la producción de herramientas. Por lo tanto, es una historia sagrada que se transmite oralmente para fortalecer y unificar a la comunidad.   

## Contenido
El mito cuenta del desastre cometido por un puercoespín que entró en los campos arruinando las cosechas. Un hombre arrojó una lanza para matarlo, pero solo pudo herir al animal que se escapó con su lanza clavada en el cuerpo y se metió en el agujero de un gusano. El dueño de la lanza quería recuperar a toda costa la herramienta de nuevo, por lo que se vio obligado a meterse en la guarida del erizo donde, con gran asombro apareció un grupo de seres sentados alrededor de un fuego para cocinar los alimentos. Disfrutando de la hospitalidad de la gente, el hombre recuperó la lanza y un poco de fuego, aún desconocido para los seres humanos.  El hombre fue nombrado rey por su descubrimiento. 